# فيرجليجوس ألكنا
فيرجليجوس ألكنا مواليد 13 فبراير 1972 في الجمهورية الليتوانية السوفيتية الاشتراكية، الاتحاد السوفيتي، هو رياضي ليتواني في ألعاب القوى متخصص في رمي القرص. أفضل رقم شخصي له هو 73.88 م. شارك في دورة الألعاب الأولمبية وحصل على الميدالية الذهبية والميدالية البرونزية. سبق أن فاز بالميدالية الذهبية في بطولة أوروبا لألعاب القوى.

## مسيرة الرياضية
فاز أليكنا بميداليتين ذهبيتين في الألعاب الأولمبية الصيفية في رمي القرص، الأولى في عام 2000 والثانية في عام 2004. كما فاز بالميدالية البرونزية في نفس الحدث في أولمبياد بكين 2008. في عام 2007، تم تعيينه بطلاً لليونسكو للرياضة.
الرقم القياسي الشخصي لـ أليكنا هو 73.88 مترًا (242 قدمًا و 4 بوصات ونصف)، ولم يتجاوزه سوى الرقم القياسي العالمي السابق البالغ 74.08 مترًا، الذي سجله يورجن شولت في عام 1986، والرقم القياسي العالمي الحالي لابنه ميكولاس البالغ 74.35 مترًا، والذي تم تحقيقه في عام 2024. تم كسر رقمه القياسي الأولمبي لمدة 20 عامًا البالغ 69.89 مترًا، والذي سجله في أثينا 2004، مرتين في أولمبياد باريس 2024 - أولاً بواسطة ابنه ميكولاس برمية 69.97 مترًا، ثم بواسطة روجي ستونا برمية 70.0 مترًا.

## الميداليات
| الميدالية | المسابقة                       |
| --------- | ------------------------------ |
| ذهبية     | الألعاب الأولمبية الصيفية 2000 |
| ذهبية     | الألعاب الأولمبية الصيفية 2004 |
| برونزية   | الألعاب الأولمبية الصيفية 2008 |
| ذهبية     | بطولة العالم لألعاب القوى 2003 |
| ذهبية     | بطولة العالم لألعاب القوى 2005 |
| فضية      | بطولة العالم لألعاب القوى 1997 |
| فضية      | بطولة العالم لألعاب القوى 2001 |
| ذهبية     | بطولة أوروبا لألعاب القوى 2006 |
| فضية      | بطولة أوروبا لألعاب القوى 2002 |
| برونزية   | بطولة أوروبا لألعاب القوى 1998 |
| ذهبية     | نهائي ألعاب القوى العالمي 2006 |

## روابط خارجية
- فيرجليجوس ألكنا على موقع الاتحاد الدولي لألعاب القوى (الإنجليزية)
- فيرجليجوس ألكنا على موقع الاتحاد الأوروبي لألعاب القوى (الإنجليزية)
- فيرجليجوس ألكنا على موقع الدوري الماسي (الإنجليزية)
- فيرجليجوس ألكنا على موقع اللجنة الأولمبية الدولية (الإنجليزية)
- فيرجليجوس ألكنا على موقع أوليمبيديا (الإنجليزية)
- فيرجليجوس ألكنا على موقع اللجنة الأولمبية الليتوانية (الليتوانية)
- فيرجليجوس ألكنا في الدوري الماسي